# Buphonida
Buphonida es un género de escarabajos de la familia Chrysomelidae. En 1865 Baly describió el género. Contiene las siguientes especies:
- Buphonida evanida Baly, 1865
- Buphonida philippinensis Jacoby, 1895
- Buphonida piceolimbata Jacoby, 1892
- Buphonida placida (Baly, 1886)
- Buphonida punctata (Duvivier, 1884)
- Buphonida puncticollis Baly, 1886
- Buphonida submarginata (Baly, 1886)